# Cienfuegosia hitchcockii
Cienfuegosia hitchcockii là một loài thực vật có hoa trong họ Cẩm quỳ. Loài này được (Ulbr. ex Kearney) O.J.Blanch. mô tả khoa học đầu tiên năm 1978.